# Atta texana
Atta texana és una espècie de formiga de la subfamília dels mirmicins (Myrmicinae) que habita fonamentalment a Texas i Louisiana als Estats Units i en alguns estats del nord-est de Mèxic.
És una formiga que talla fulles i les utilitza com a substrat per a conrear els fongs dels què s'alimenta. Pot tallar les fulles de més de dos-cents tipus de plantes i és considerada una plaga important per als interessos agrícoles dels estats on habita, atès que pot defoliar un arbre de cítrics en menys de 24 hores. Aquestes formigues tenen un sistema de castes molt estructurat.